# Маринич, Алексей Константинович
Алексей Константинович Маринич (1919—2001) — сельскохозяйственный деятель, Герой Социалистического Труда (1971).

## Биография
Алексей Маринич родился 5 октября 1919 года в станице Славянская (ныне — Краснодарский край). Окончил семилетнюю школу. В 1939 году Маринич был призван на службу в Рабоче-крестьянскую Красную Армию. Окончил школу младших командиров. Участвовал в боях Великой Отечественной войны. В 1947 году в звании старшины был демобилизован. Проживал в городе Коломна Московской области, был сначала рабочим плодоовощной базы, затем стал заведующим приёмным пунктом, управляющим базой «Мосплодовощ».
В 1955 году по партийному призыву Маринич был направлен председателем колхоза «Дружба» в Московской области. За несколько последующих лет этот колхоз стал одним из лучших в области. В 1960 году он был переведён на работу председателем Лукерьинского колхоза (впоследствии — имени XXII съезда КПСС), который к тому времени был одним из самых отстающих и имел огромные долги — около 4,5 миллионов рублей. За несколько лет работы колхоз полностью погасил долг и в несколько раз увеличил производительность животно- и растениеводства, став одним из передовых хозяйств Московской области.
Указом Президиума Верховного Совета СССР от 8 апреля 1971 года за «выдающиеся успехи, достигнутые в развитии сельскохозяйственного производства и выполнении пятилетнего плана продажи государственных продуктов земледелия и животноводства» Алексей Маринич был удостоен высокого звания Героя Социалистического Труда с вручением ордена Ленина и медали «Серп и Молот».
В 1986 году Маринич вышел на пенсию. Проживал в Коломне. В 1986 году был избран первым председателем Коломенского Совета ветеранов войны, труда, Вооружённых сил и правоохранительных органов. Скончался в 2001 году.
Был также награждён орденами Отечественной войны 2-й степени, Трудового Красного Знамени, Красной Звезды, двумя орденами «Знак Почета», рядом медалей.